# Carl Rangel von Post
Carl Rangel von Post, född den 21 april 1811 på Hagbyholm i Irsta socken, död den 23 januari 1876 på Frösåker i Kärrbo socken, Västmanlands län, var en svensk militär och godsägare.

## Biografi
Efter studier i Uppsala tog von Post teologiexamen 1826. Han slog dock in på den militära banan och blev 1828 sergeant. Von Post avlade officersexamen 1829 och blev samma år fänrik vid livregementets grenadjärkår. Han blev löjtnant 1836 och begärde avsked år 1848. År 1854 erhöll von Post kaptens namn heder och värdighet.
Von Post blev 1847 medlem av centralstyrelsen för Mälarprovinsernas enskilda bank. Under perioden 1849–1866 var han medlem av Västmanlands läns hushållssällskaps förvaltningsutskott. Von Post var hushållssällskapets vice ordförande 1871–1875.

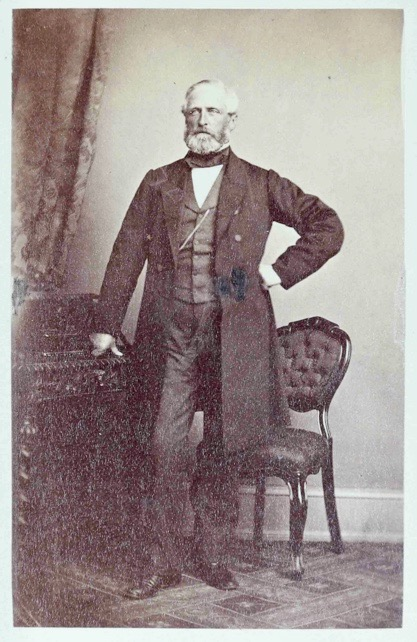
Carl Rangel von Post, fotografi från 1870-talet

Även om von Post i grunden var militär kom hans livsgärning att domineras av rollen som godsförvaltare och godsägare – något han började med redan i 25-årsåldern i samband med giftermålet 1836 med friherrinnan Betty Cronstedt. När Betty Cronstedts syster Ottiliana Lewenhaupt avled 1835, och i väntan på att hennes son fideikommissarien Carl Gustaf Lewenhaupt skulle bli myndig, arrenderade von Post fideikommissegendomarna Geddeholm och Aggarö fram till 1845. Giftermålet med Betty Cronstedt medförde också att von Post även blev brukare av hennes ärvda egendom Kusta. Betty och Carl von Post bosatte sig först på Geddeholm – där också de fyra första barnen föddes – men efter att von Post år 1843 hade köpt Frösåker bosatte de sig där. Frösåker hade tidigare ägts av Bettys kusin Nils Gyllenstierna av friherrliga ätten Gyllenstierna av Lundholm och han sålde gården till von Post för 74 000 Riksdaler Banco.
Von Post var vid sin bortgång 1876 en förmögen man. Boets behållning värderades till 454 705 kr. Tillgångarna utgjordes i huvudsak av gårdarna Frösåker och Sångsta i Kärrbo socken; Kusta, Urby, Apalla, Marsta, Ytter Eneby, Klafsta och Olsbotorp i Irsta socken samt Hormesta, Kattbo, Garn, Wrå och Söderby i Biskopskulla socken.
Eftersom hustrun Betty hade avlidit 1875 var det de sex barnen som ärvde fadern. Av dessa barn fanns tre söner som tillskiftades flertalet av gårdarna, bl.a. Frösåker, Kusta och Söderby. För att lösa ut systrarna fick bröderna ta lån där räntebördan i kombination med dåliga tider m.m. – bl.a. beroende på fri import av spannmål från USA – medförde att bröderna år 1893 gick i konkurs och flera av gårdarna, bl.a. Frösåker och Kusta, såldes.
Von Post är tillsammans med sin fru begraven i familjen von Posts familjegrav på Kärrbo kyrkogård.

## Utmärkelser
- Riddare av Nordstjärneorden, 1872.

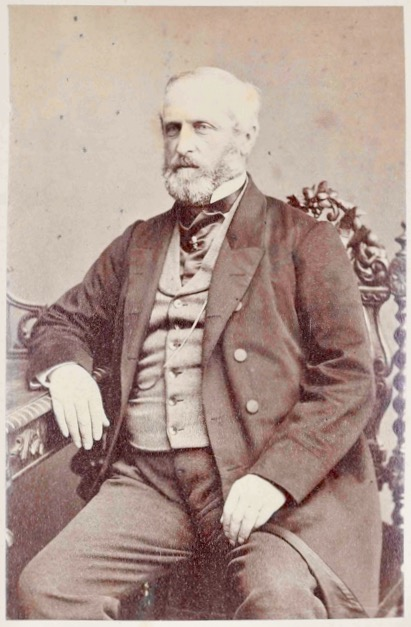
Carl Rangel von Post, fotografi från 1870-talet

## Familj
Von Post är son till Olof Jakob von Post, adlad och adopterad von Post, och hans hustru Hedvig (Hedda) Ulrika Gustava von Post (1783–1840).
Von Post gifte sig 1836 med friherrinnan Elisabet (Betty) Cronstedt, född 1813 på Gäddeholm, död 1875 på Frösåker.
De hade tillsammans sex barn: 
- Carl Jakob (1837–1900), ogift,
- Hedvig (1838–1899), gift med generalmajoren Gustaf Toll (1831–1912),
- Eva (1840–1912), gift med landshövdingen Gustaf Jakob Edelstam (1831–1892),
- Ernst (1844–1907), gift med grevinnan Adéle Sparre af Söfdeborg (1849–1892),
- Augusta (1851–1921), gift med generalen Gustaf Uggla (1846–1924),
- Nils (1858–1919), ogift.